# Xitieshanita
La xitieshanita és un mineral de la classe dels sulfats que pertany al grup de la fibroferrita. Va ser descoberta el 1983, i rep el seu nom de la localitat on va ser descoberta, els dipòsits de plom i zinc de Xitieshan (Qinghai, Xina).

## Propietats
La xitieshanita és un sulfat de fórmula química Fe3+(SO₄)Cl·6H₂O. Cristal·litza en el sistema monoclínic i la seva duresa a l'escala de Mohs és 2,5. La seva ratlla és groga.
Segons la classificació de Nickel-Strunz, la xitieshanita pertany a «07.DC: Sulfats (selenats, etc.) amb anions addicionals, amb H₂O, amb cations de mida mitjana només; cadenes d'octaedres que comparteixen costats» juntament amb els següents minerals: aluminita, meta-aluminita, butlerita, parabutlerita, fibroferrita, botriògen, zincobotriògen, chaidamuita i guildita.

## Formació
Es forma a les zones d'oxidació de jaciments rics en pirita en climes molt àrids. Sol trobar-se associada a altres minerals com: copiapita, romerita, coquimbita, amarillita, sideronatrita i melanterita.